# Torrents de vie
Torrents de Vie, ou Torrents de Vie France, est une association à but non lucratif chrétienne évangélique. Depuis 2012, l'association est régulièrement dénoncée pour l'organisation de séminaires assimilés à des thérapies de conversions.

## Histoire
L'association est fondée en juillet 1995 par le pasteur suisse Werner Loertscher à l'époque responsable du temple protestant de Belleville après avoir assisté à un séminaire avec Andrew Comiskey (en) organisé par l'association Desert Stream. Il est aidé par Josef Klus, publicitaire américain, et Mili Hawran, violoniste et future fondatrice de l'antenne française du réseau Courage international.

## Organisation
L'association est membre du CNEF et fait partie du réseau international Desert Stream.
Elle est implantée dans plusieurs villes en France, dont Aix-en-Provence et Paris. 
Elle organise tous les ans des séminaires à Lux,, hébergés par l'association La Porte ouverte.

### Belgique
L'association est implantée en Belgique depuis 1995 et a organisé des événements à Anvers, Gand, Hasselt, Bruxelles et Namur. L'association se constitue en ASBL en 2001 sous le nom d'Elim Ministries et change de nom pour Via Elim en 2022.

### Suisse
Le groupe est également implanté en Suisse depuis 1997, où des séminaires sont proposés pour 700 francs suisses.

## Controverses
En 2011, l'association a dû annuler un séminaire à Toulouse à la suite de protestations. À l'appel des organisations LGBT locales, une manifestation de 250 personnes a eu lieu devant l'Église évangélique libre de Toulouse qui a fourni ses locaux à l'association pour le séminaire.
En 2012, une pétition lancée à la suite de l'organisation d'un séminaire à Viviers en Ardèche visant à « Retrouver une «saine hétérosexualité» » amasse plusieurs dizaines de milliers de signatures. À la suite de la controverse médiatique, la ministre Najat Vallaud-Belkacem décide de saisir la Miviludes. Le stage est maintenu, et en 2013, Clarence Edgard-Rosa et Morpheen, 2 journalistes de Causette, y assistent en infiltration malgré la sélection à l'entrée.
En 2018, les journalistes Jean-Loup Adénor et Timothée de Rauglaudre infiltrent à leur tour un séminaire organisé par l'association afin d’enquêter sur ses pratiques, amenant le groupe sous le feu des projecteurs dans leur livre Dieu est amour. 
Le 5 novembre 2019, le pasteur Werner Loertscher et le pasteur Claude Riess sont auditionnés par l'Assemblée nationale dans le cadre de la mission parlementaire de Laurence Vanceunebrock visant à lutter contre les thérapies de conversions. D’après les rapporteurs, les responsables justifient leur démarche par les textes religieux.
En 2023, c'est à la suite d'une enquête en caméra cachée par Morgane Dumont, journaliste à BFM TV, que l'association revient sur le devant de la scène,. Bérangère Couillard, ministre déléguée chargée de l'Égalité entre les femmes et hommes et de la lutte contre la discrimination, déclare avoir saisi le procureur de la république, tandis que Sonia Backès, secrétaire d’État chargée de la citoyenneté, a demandé à la Miviludes d'étudier les sanctions possibles.